# Hiram Green, Detective
Hiram Green, Detective è un cortometraggio muto del 1913 diretto da Charles M. Seay.

## Produzione
Il film fu prodotto dalla Edison Company.

## Distribuzione
Distribuito dalla General Film Company, il film - un cortometraggio in una bobina - uscì nelle sale cinematografiche statunitensi il 20 ottobre 1913.